# Station Boxtel
Station Boxtel is het spoorwegstation van Boxtel in de provincie Noord-Brabant in Nederland. 

## Geschiedenis
Nadat het Kabinet-Rochussen op 8 februari 1860 was gevallen door de spoorwegkwestie, trad het nieuwe Kabinet-Van Hall-Van Heemstra al krap twee weken later aan. Dit kabinet besloot om een tiental spoorlijnen in Nederland aan te leggen op kosten van de Staat. Zo zou de spoorlijn Breda - Maastricht aangelegd worden. De spoorlijn kreeg de naam Staatslijn E, en zou bij station Boxtel aansluiten op de spoorlijn Utrecht - Boxtel, die bekend werd onder de naam Staatslijn H. In 1873 werd het Duits Lijntje geopend waarmee Boxtel ook een internationale spoorverbinding kreeg. De staatsspoorlijn is voor een groot gedeelte bekostigd uit de baten van Nederlands-Indië.

### Eerste stationsgebouw
Het eerste station was gebouwd in 1863 en geopend op 1 mei 1865, toen het baanvak tussen Tilburg en Boxtel geopend werd. Het station was een Waterstaatstation van de vierde klasse en was een van de vijftien stations die ooit in deze klasse was gebouwd. Dit type station was bedoeld voor minder grote plaatsen. Het gebouw was ontworpen door de ingenieur Karel Hendrik van Brederode en heeft 9 jaar dienstgedaan.

### Tweede stationsgebouw
Bij het tweede station werden de vleugels van het originele station verlengd. Dit gebouw heeft 128 jaar dienstgedaan. Wel werd het station een eilandstation, met dus sporen aan de voor- en achterzijde van het stationsgebouw. In 1890 is de linkerzijde van het station nog een keer verlengd.

### Vanaf 2000
Ten behoeve van de spoorverdubbeling van twee naar vier sporen tussen Boxtel en Eindhoven werd een nieuw station gebouwd met twee eilandperrons, verbonden door een glazen loopbrug over de sporen. De bouw van het nieuwe station begon in 1996 met de plaatsing van de loopbrug. Medio 1998 werd het oude stationsgebouw afgebroken. Het nieuwe stationsgebouw werd geopend in 2000. Het staat  meer in de richting van het dorpscentrum, op de plek waar vroeger spoor 1 en 2 stonden. Het nieuwe gebouw heeft een hoge stationshal/wachtruimte waar een kiosk aan is gevestigd. In 2012 werd bekend dat ProRail het station van Boxtel een opknapbeurt gaat geven. Hierbij is de pui aan de voorkant van de hal naar achter geschoven, zodat de kaartautomaten onder het dak konden worden geplaatst; in de hal zijn extra zitplaatsen gekomen. De glazen wanden van de loopbrug zijn gedecoreerd met een speciale folie en de perrons zijn aangekleed met bloembakken. Doordat het samenvoegen van de spoorlijnen uit Tilburg en 's-Hertogenbosch niet meer bij station Boxtel ligt, maar een eind zuidelijker, lijkt het station op een vorkstation, hoewel de lijnen hier nog parallel lopen. Het station heeft ook de beschikking over 4 doorrij-sporen zonder perron: alle Sprinters, ongeacht bestemming of herkomst, kunnen in Boxtel door alle intercitytreinen gepasseerd worden.
Ten noorden van het station staat aan de Parallelweg Noord de voormalige goederenloods van Van Gend & Loos. Direct daarachter, aan de Spoorstraat 9, een witte houten woning uit 1899. Dit was de dienstwoning van de souschef van de Staatsspoorwegen en is nu een rijksmonument.

## Ligging
Het station ligt aan de spoorlijnen Breda - Eindhoven en Utrecht - Boxtel en was het beginpunt van de spoorlijn Boxtel - Wesel. Tot 1950 was het mogelijk in de richting van Gennep te reizen over het Duits Lijntje. De spoorweg is deels intact, maar door een opgebroken aansluitwissel is het niet meer mogelijk deze spoorlijn vanuit Boxtel te bereizen.

## Treinverbindingen
De volgende treinseries halteren in de dienstregeling 2025 te Boxtel:
| Serie | Treinsoort    | Route                                                                   | Bijzonderheden |
| ----- | ------------- | ----------------------------------------------------------------------- | --- |
| 4400  | Sprinter (NS) | Oss – 's-Hertogenbosch – Boxtel – Eindhoven Centraal – Helmond – Deurne | Rijdt in de ochtendspits van maandag t/m donderdag twee ritten van/naar Oss, waarbij richting Oss non-stop wordt gereden tussen 's-Hertogenbosch en Oss. |
| 6400  | Sprinter (NS) | Tilburg Universiteit – Tilburg – Boxtel – Eindhoven Centraal – (Weert)  | Rijdt tussen 20:00 en 22:00 uur en op zondag 1x/uur tussen Eindhoven Centraal en Weert. Rijdt na 22:00 uur 1x/uur op het hele traject.                   |

In de avond rijden sommige sprinters richting Weert (6400-serie) niet verder dan Eindhoven Centraal. Dit geldt ook voor de laatste twee sprinters richting Deurne (4400-serie).

## Voor- en natransport
Er zijn meerdere onbewaakte fietsenstallingen, alsmede een bewaakte fietsenstalling aanwezig. Er is een bushalte op het voorplein waar alleen buurt- en schoolbussen stoppen en er is parkeergelegenheid voor auto's aan de westzijde (ook wel Ladonkzijde genoemd) van het station.

## Ontwikkeling aantal reizigers
Het aantal door NS vervoerde reizigers (per gemiddelde werkdag) ontwikkelde zich sedert 2019 als volgt:
| Jaar | Aantal reizigers |
| ---- | ---------------- |
| 2019 | 7.033            |
| 2020 | 3.091            |
| 2021 | 3.708            |
| 2022 | 6.149            |
| 2023 | 5.186            |
| 2024 | 5.222            |

## Afbeeldingen

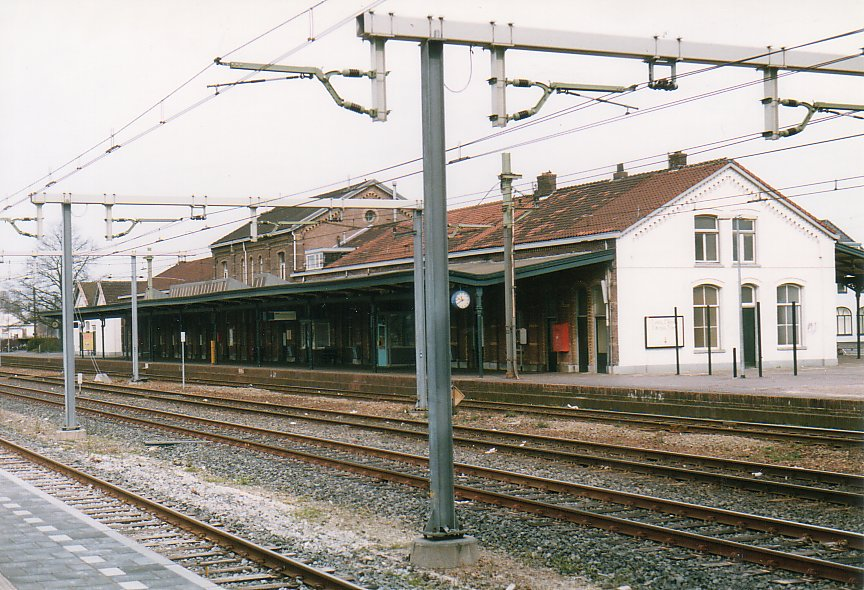
Voormalig stationsgebouw in 1998 (afgebroken)
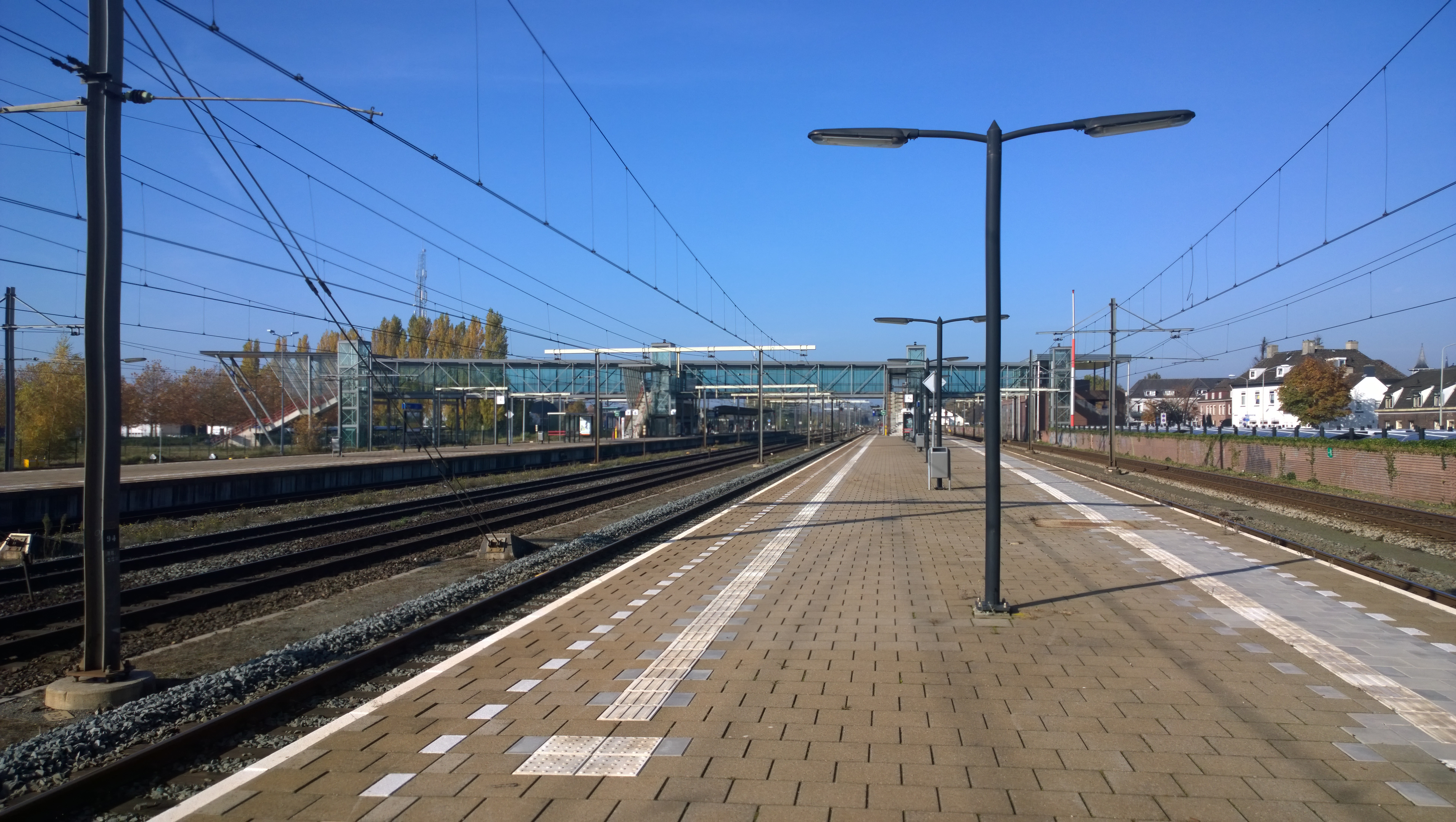
Perrons van het station
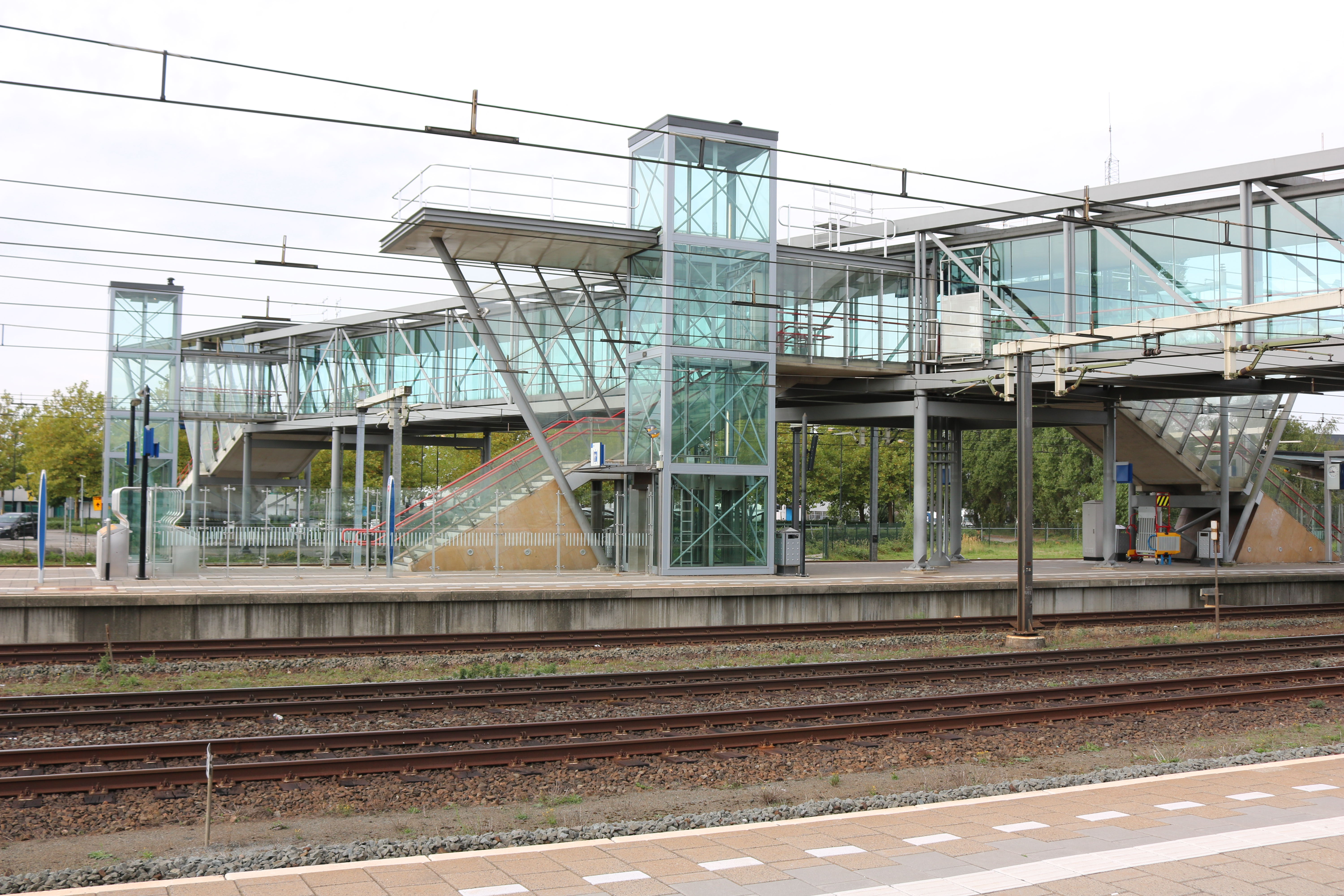
Glazen hal boven de spoorlijnen
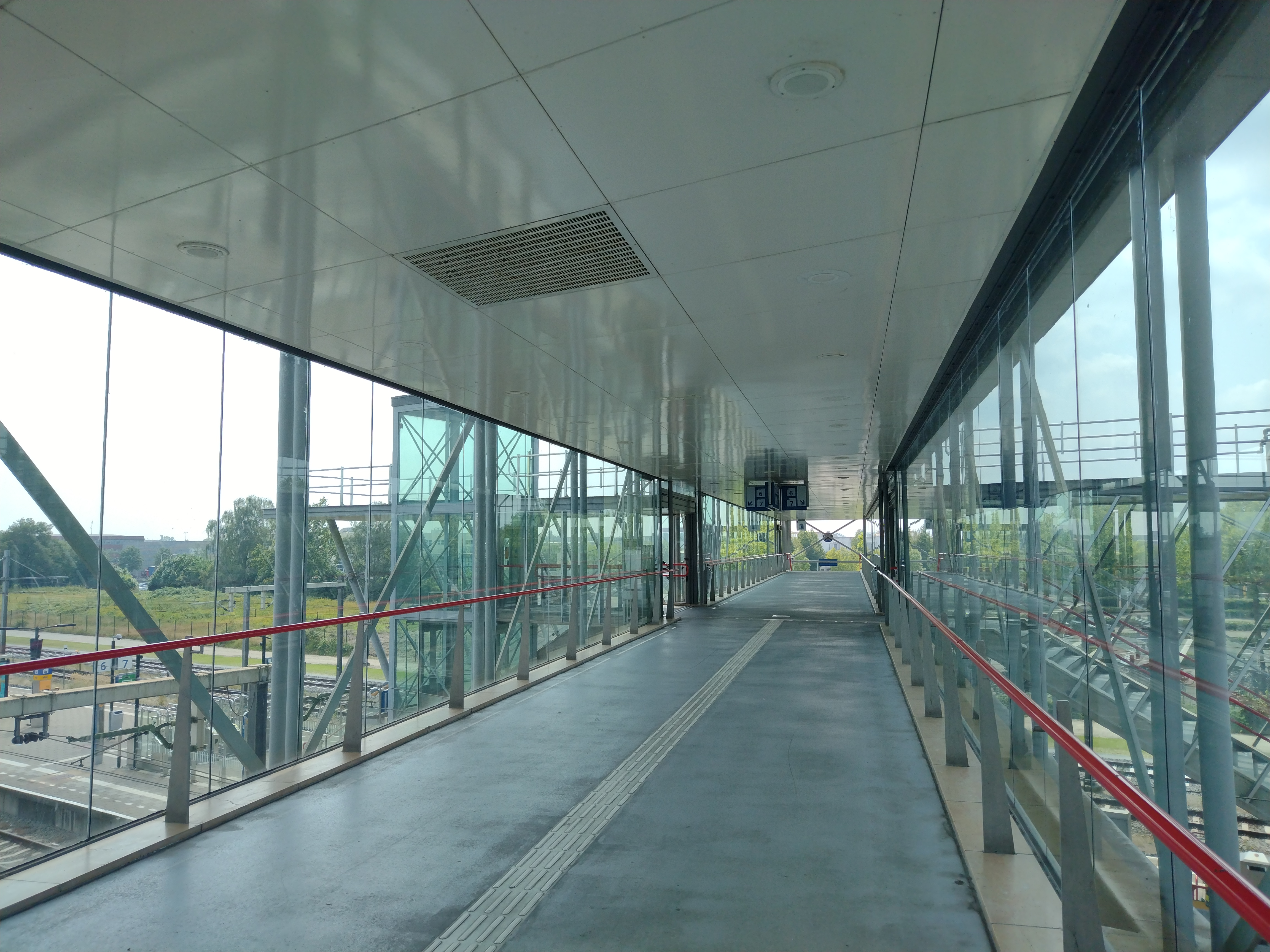
Loopbrug over de sporen
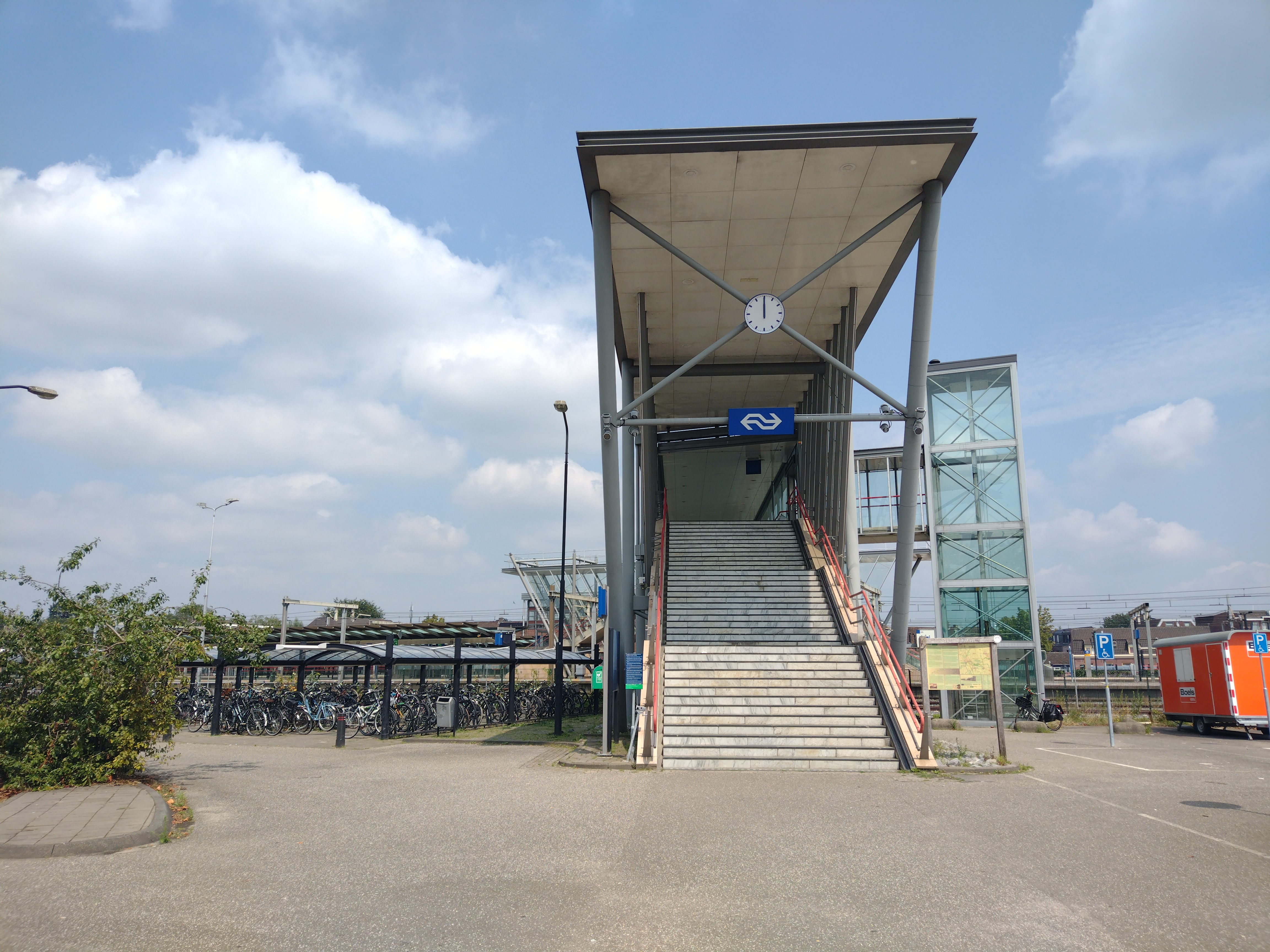
Achteringang
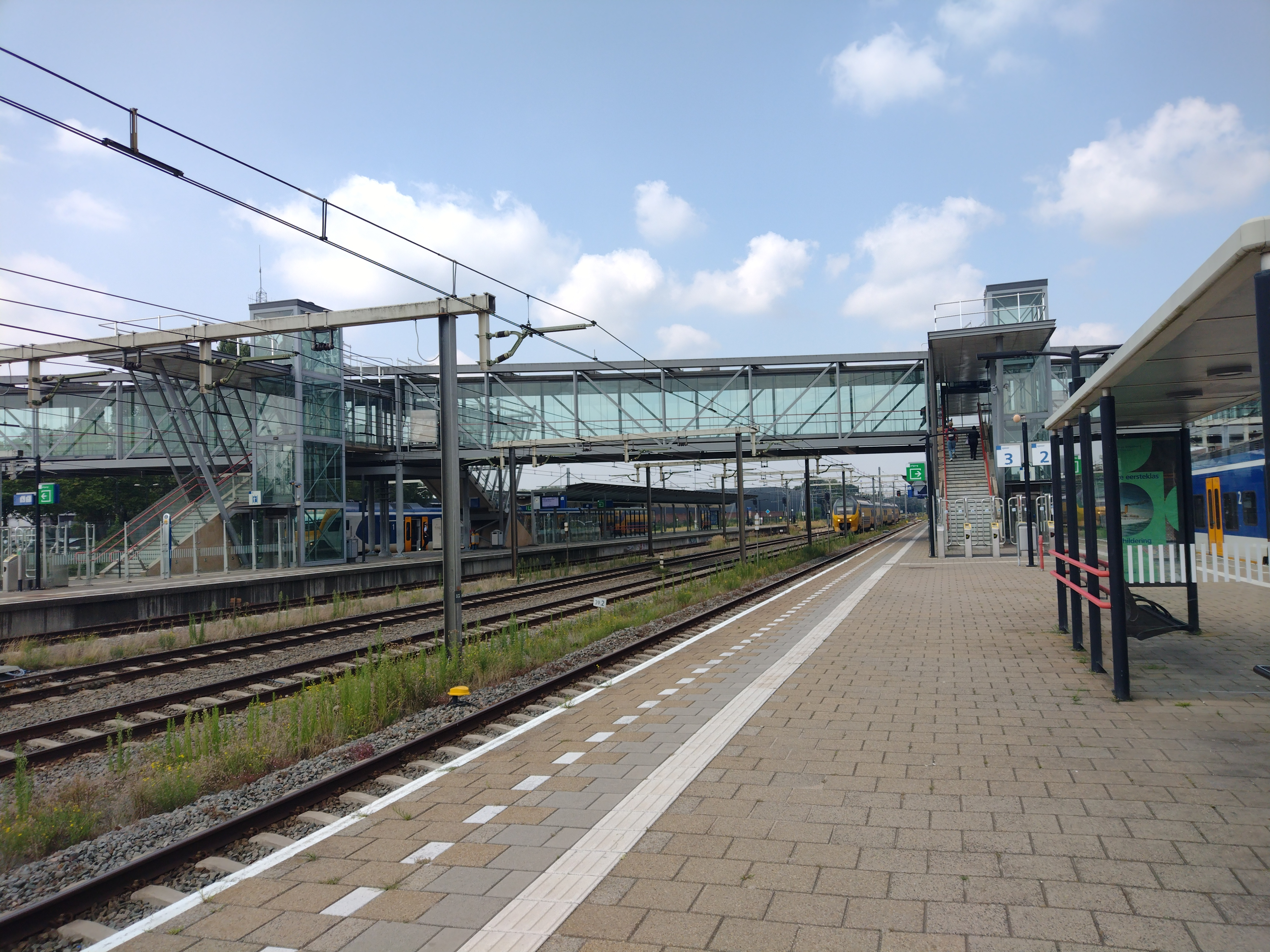
De perrons in 2024

0: Utrecht Centraal ·
1: Utrecht Staatsspoor ·
2: Utrecht Vaartsche Rijn ·
4: Utrecht Lunetten ·
8: Houten ·
10: Houten Castellum ·
12: Schalkwijk ·
18: Culemborg ·
Tricht ·
26: Geldermalsen ·
31: Waardenburg ·
35: Zaltbommel ·
41: Hedel ·
48: 's-Hertogenbosch ·
52: Vught ·
56: Esch ·
60: Boxtel
0: Boxtel ·
4: Liempde ·
7: Olland ·
10: Schijndel ·
13: Eerde ·
18: Veghel ·
24: Uden ·
28: Zeeland ·
35: Mill ·
41: Haps ·
44: Kruispunt Beugen ·
46: Oeffelt ·
49: Gennep ·
53: Hassum ·
57: Asperden ·
61: Goch ·
Vornick ·
Kalbeck ·
Buckholt ·
69: Preußisch Uedem ·
Uedemerfeld ·
Uedemerbruch ·
76: Labbeck ·
81: Xanten ·
87: Birten ·
89: Menzelen-Ginderich ·
91: Büderich ·
92: Büderich Ost ·
99: Wesel
Bergen op Zoom · 
Best · 
Boxmeer · 
Boxtel · 
Breda · 
-Prinsenbeek · 
Cuijk · 
Deurne · 
Eindhoven:
-Centraal · 
-Stadion · 
-Strijp-S ·
Etten-Leur · 
Geldrop · 
Gilze-Rijen · 
Heeze · 
Helmond · 
-Brandevoort ·
-Brouwhuis · 
-'t Hout · 
's-Hertogenbosch · 
-Oost · 
Lage Zwaluwe · 
Maarheeze · 
Oisterwijk · 
Oss ·
-West · 
Oudenbosch · 
Ravenstein · 
Roosendaal · 
Rosmalen · 
Tilburg · 
-Reeshof · 
-Universiteit · 
Vierlingsbeek · 
Vught · 
Zevenbergen
Voormalige stations: zie de lijst van voormalige spoorwegstations in Noord-Brabant